# Звон мечей
«Звон мечей» (араб. صليل الصوارم‎, С̣алӣл ас̣-С̣ава̄рим) — четырёхсерийный документальный фильм Исламского государства (ИГ) на арабском языке с пропагандистской направленностью. Выпущен студией Al-Furqan в 2012—2014 годах. На Западе наибольшую известность получила четвёртая часть.
Первой части «Звона мечей» предшествовало 36-минутное видео «Отправка узников», вышедшее в январе 2012 года. В нём говорится, что «американские крестоносцы» после вторжения в Ирак передали власть шиитам. Широко освещены пытки заключённых в Абу-Грейб и других тюрьмах, в частности, инцидент с секретным бункером Аль-Джадрия в Багдаде. В секретной тюрьме (бывшем бункере-бомбоубежище) в багдадском районе Аль-Джадрия под управлением офицеров-шиитов из МВД Ирака содержалось около 170 человек, в большинстве суннитов, без предъявления официальных обвинений. Их пытали электротоком, водой и дрелями. В фильме приводятся интервью с узниками, которые рассказывают о перенесённых истязаниях. Также в фильме содержится обвинение, что суннитским заключённым отрубали головы. Представителей иракского правительства критикуют за коррупцию и насилие против суннитов. В видео призывают мстить шиитам. В целом видео является сугубо политическим без религиозных мотивов, частично оно основано на западных источниках.
Первая часть «Звона мечей» вышла в июне 2012 года, в нём повторялись аргументы из «Отправки узников». Продолжительность серии составила 63 минуты, по техническим характеристикам она превосходила предыдущее видео. В нём показаны бойцы ИГ, которые готовятся стать смертниками, дают клятвы и участвуют в боевых действиях. Демонстрируются нападения и убийства сотрудников иракской правительственной службы безопасности, ответственных за пытки заключённых. В отличие от предыдущего видео здесь заметны религиозные мотивы, видео более эмоциональное, призывающее к «праведной кровавой мести», в нём звучит нашид «Наше государство — победоносное» (араб. دولتنا منصورة‎; Dawlatuna Mansura).
Наибольшую известность, в том числе на Западе, получила четвёртая часть продолжительностью 62 минуты, которая вышла весной 2014 года. Содержание во многом напоминает сюжеты из серии фильмов «Окна» (несколько десятков эпизодов, вышедших в 2013—2014 годах) с перестрелками, военными операциями и взрывами. Однако если в «Окнах» показывали нападения на отдельных людей, то четвёртая часть «Звона мечей» уже демонстрировала падение военных баз или целых городов, таких как Фаллуджа. В фильме есть сцены нападения и казней «коллаборационистов» — таковыми в глазах джихадистов являются правительственные служащие, военные, полицейские, и другие служащие в органах власти Ирака после 2003 года. Их расстреливают из проезжающих автомобилей, убивают снайперы, врываются ночью домой, одному военному отрезают голову. Эта часть фильма сыграла важную роль в подготовке почвы для падения Мосула. Фильм завершается угрозой лидера ИГ Абу Бакра аль-Багдади в адрес «крестоносцев». Западные СМИ сравнивали качество фильма с продукцией голливудских студий. Здесь звучит несколько нашидов ИГ, в том числе «Отряды Исламского государства», «Почему ты покоряешься», «Моя умма», «Вперёд, воины истины» и одноимённый «Звон мечей, песня непокорного».